# Kakofonix
Kakofonix of Assurancetourix is een personage uit de strip Asterix. Hij is de bard van het dorp waar Asterix en de zijnen wonen. Zijn naam in de oorspronkelijke, Franse uitgaven en in de oudere Nederlandse vertalingen is Assurancetourix. De naam Kakofonix kreeg hij in de nieuwe vertalingen vanaf 2002.

## Zangkunst
Kakofonix staat vooral bekend om zijn slechte zangkunst. Het gezang van Kakofonix wordt niet gewaardeerd door zijn stamgenoten en zelfs dieren gaan ervoor op de loop. Zelf is hij echter van mening dat hij juist mooi zingt. Als zijn stamgenoten hem de mond snoeren is hij beledigd. Stelletje barbaren is dan een veel door hem gebezigde uitspraak. Alleen in het eerste verhaal wordt hem nog toegestaan voor muzikale begeleiding te zorgen.
In drie gevallen is zijn zangkunst van cruciaal belang:
- In Asterix en de Noormannen geeft hij een recital voor een stel Noormannen die willen weten wat angst is.
- In De roos en het zwaard vormt zijn zangvermogen een wapen dat fikse onweersbuien veroorzaakt, wat Asterix de kans geeft de Romeinsen (en de Romeinen zelf) tijdelijk uit het bos te weren.
- In Asterix in Indus-land reist hij, in het gezelschap van Asterix en Obelix, naar het verre Indië, wanneer Wiesda, een fakir, ontdekt dat zijn gezang regenvlagen ontketent. In Frankrijk wordt namelijk vanouds beweerd dat het gaat regenen als je vals zingt.

Hoewel niet cruciaal, speelt zijn slechte zangkunst ook in Asterix als gladiator een krachtig element in zijn verdediging, als hij tijdens de Spelen er niet alleen de leeuwen mee verjaagt, maar ook de toeschouwers, waaronder Caesar zelf, ermee uit hun vel doet springen. Hij werd hierdoor een fan rijker, zijnde Zwezerix.
Eveneens als element gebruikt in een strategie van Asterix, vormt de slechte zangkunst van Kakofonix een aanleiding voor het met de grond gelijk maken van het Romeinse Lusthof in het gelijknamige album: de bard krijgt een appartementje cadeau van de dorpelingen, maar zoals te verwachten viel, werd hij al snel buiten gegooid: een belediging voor de Galliërs en de pretext voor aldus de volgende represailles. 
In het album De roos en het zwaard blijkt hij ook nog eens een rol te hebben als leerkracht naast Panoramix (zie verder).

## Boomhuis
Kakofonix woont in de grootste boom in het dorp. De trap die naar zijn huis loopt cirkelt omhoog langs de stam van de boom. Als hij zijn huis schoonmaakt vallen er allemaal valse noten naar beneden. De boom is meerdere keren omgevallen door de kracht van Obelix. Ook heeft de boom weleens in brand gestaan. Tijdens de meeste feestmalen, waarmee elk verhaal steevast wordt afgesloten, wordt Kakofonix geboeid en gekneveld. Alleen wanneer hij zelf een hoofdrol speelt in het verhaal, te weten in Asterix en de Noormannen en in Asterix in Indus-land, zit niet hij maar zijn grootste vijand, de smid Hoefnix, onder de boom.

## Lid van de Dorpsraad
Ondanks de vaak overduidelijke afkeer van de dorpelingen waar het zijn muzikaal talent aanbelangt, is Kakofonix vanwege zijn status van bard wel lid van de Dorpsraad, zoals blijkt in De Koperen Ketel. Hoewel hij zelf niets aan de raad toevoegt wanneer Heroïx, het stamhoofd, Asterix noodgedwongen dient te verbannen, is zijn aanwezigheid volgens de gebruiken wel vereist. Zijn status als lid wordt overigens gestalte gegeven door het dragen van een rode mantel, wat verder enkel Heroix en Panoramix immers dragen (al is het voor Panoramix ook onderdeel van zijn uniform als druïde).
Aansluitend is hij ook een cruciaal onderdeel van de zogenaamde noodprocedure, zoals aan wordt gegeven in het album De papyrus van Caesar, wat Heroix aangeeft als (nog) een reden dat zijn aanwezigheid geduld wordt. 

## Historische achtergrond
In de overlevering van de Galliërs was het de taak van de bard of de druïde te onderrichten en tijdingen mede te delen. Dat beiden in eenzelfde dorp aanwezig zijn is dus hoogst uitzonderlijk.

## Uitleg van de naam
In het Frans en in de oorspronkelijke Nederlandse vertalingen heet hij Assurancetourix. Die naam is een Franse woordspeling op Assurance tous risques, hetgeen letterlijk allriskverzekering betekent en figuurlijk wil zeggen dat hij degene is die overal voor moet boeten (net als die verzekering altijd alles betaalt). De naam Kakofonix is afgeleid van de term kakofonie, wat een slecht klinkend samenspel van klanken betekent.

## Leraar
Kakofonix is in sommige albums ook leraar. Over het geheel genomen lijkt dit in overeenstemming met het beeld van de bard van de Keltische oudheid, die een dichter, zanger, historicus en genealoog was, en dus verantwoordelijk was voor het overbrengen van de tradities en cultuur van een volk. Natuurlijk is de in Asterix ontwikkelde weergave van de bard die zijn kleine leerlingen zoals een schoolmeester ondervraagt, niet historisch. Ironisch is de vraag van de bard: "Wie waren onze voorouders dan, jongeman?" (Traditionele antwoord in Franse scholen: "de Galliërs".)

## Boodschapper
Klassiek was bij de Galliërs een bard ook een boodschapper tussen de goden en de mensen. Het gebrek aan respect dat de Galliërs hebben voor Kakofonix, is dus luchtig op te nemen.